# Justin Davant
Pour les articles homonymes, voir Davant.
Pas d'image ? Cliquez ici

a Compétitions nationales et continentales officielles uniquement.

b Matchs officiels uniquement.
Justin Davant, né le 25 mai 1914 à Anglet et mort le 22 janvier 1987 à Bayonne, est un joueur français de rugby à XV et de rugby à XIII international évoluant au poste de troisième ligne ou de pilier dans les années 1930, 1940 et 1950.

## Biographie
Il joue tout d'abord au rugby à XV sous le maillot de Bayonne où au poste de  troisième ligne ou de pilier, il s'y impose et remporte le Challenge Yves du Manoir en 1936 aux côtés de René Arotça et Félix Bergèse. À l'instar de ses deux coéquipiers, il franchit le rubicon en novembre 1936 pour jouer au rugby à XIII et signe à Côte basque où André Rousse le prend sous son aile. Il y reste jusqu'à l'arrivée de la Seconde Guerre mondiale. Il compte une sélection en équipe de France en affrontant l'Australie le 1er janvier 1938 avec ses coéquipiers basques Rousse et André Cussac. La guerre interdisant le rugby à XIII, il revient à Bayonne en XV, puis rejoint à la sortie de la guerre le club vauclusien de Carpentras en tant que joueur puis entraîneur. Il termine sa mission d'entraîneur du R.C. Carpentras en 1953, poste sur lequel Hugues Baldassin lui succède.
En décembre 1937, Justin Davant est appelé en sélection française pour déterminer l'équipe alignée pour l'affrontement contre l'Australie le 1er janvier 1938. En concurrence avec Roger Claudel, c'est finalement ce dernier qui est désigné car Davant présente un « excès de personnalité ». Toutefois, une blessure le contraint à renoncer et permet à Davant de connaître sa première et unique sélection avec l'équipe de France. l'Australie y fait étalage de son talent et l'emporte 35-6 dans une rencontre ou Eugène Chaud sortit du terrain avant la mi-temps laissant la France à 12 contre 13, obligeant Davant à jouer à l'aile. Le journal L'Auto juge Davant « mal inspiré » durant cette rencontre où il fut à deux doigts de marquer un essai.
Dans la vie civile, il est ajusteur-mécanicien.

## Palmarès

### Rugby à XV
- Collectif : 
  - Vainqueur du Challenge Yves du Manoir : 1936 (Bayonne).

#### En club
| Saison    | Saison           | Championnat           | Championnat | Coupe                    | Coupe     |
| Saison    | Saison           | Compétition           | Class.      | Comp.                    | Class.    |
| --------- | ---------------- | --------------------- | ----------- | ------------------------ | --------- |
| 1935-1936 | Aviron bayonnais | Championnat de France | 1/2 finale  | Challenge Yves du Manoir | Vainqueur |

### Rugby à XIII

#### Détails en sélection
| 1. | 1er janvier 1938 | Australie | 6-35 | Test-match | Pilier | - | - | - | - |

#### Statistiques
| Saison    | Saison                                              | Championnat                                         | Championnat                                         | Coupe                                               | Coupe                                               | Sélection                                           | Sélection                                           | Sélection                                           | Sélection                                           | Sélection                                           | Sélection                                           | Sélection |
| Saison    | Saison                                              | Comp.                                               | Class.                                              | Comp.                                               | Class.                                              | Comp.                                               | M                                                   | Pts                                                 | Ess.                                                | Buts                                                | Dp.                                                 |           |
| --------- | --------------------------------------------------- | --------------------------------------------------- | --------------------------------------------------- | --------------------------------------------------- | --------------------------------------------------- | --------------------------------------------------- | --------------------------------------------------- | --------------------------------------------------- | --------------------------------------------------- | --------------------------------------------------- | --------------------------------------------------- | --------- |
| 1936-1937 | Côte basque XIII                                    | Championnat de France                               | 1/2 finale                                          | Coupe de France                                     | 1/4 finale                                          |                                                     |                                                     |                                                     |                                                     |                                                     |                                                     |           |
| 1937-1938 | Côte basque XIII                                    | Championnat de France                               | 1/4 finale                                          | Coupe de France                                     | 1/2 finale                                          |                                                     | 1                                                   | -                                                   | -                                                   | -                                                   | -                                                   |           |
| 1938-1939 | Côte basque XIII                                    | Championnat de France                               | 9e                                                  | Coupe de France                                     | 1/2 finale                                          |                                                     |                                                     |                                                     |                                                     |                                                     |                                                     |           |
| 1940-1945 | Interdiction du rugby à XIII, passage au rugby à XV | Interdiction du rugby à XIII, passage au rugby à XV | Interdiction du rugby à XIII, passage au rugby à XV | Interdiction du rugby à XIII, passage au rugby à XV | Interdiction du rugby à XIII, passage au rugby à XV | Interdiction du rugby à XIII, passage au rugby à XV | Interdiction du rugby à XIII, passage au rugby à XV | Interdiction du rugby à XIII, passage au rugby à XV | Interdiction du rugby à XIII, passage au rugby à XV | Interdiction du rugby à XIII, passage au rugby à XV | Interdiction du rugby à XIII, passage au rugby à XV |           |